# Nederlandse vereniging van leraren maatschappijleer
De Nederlandse Vereniging van Leraren Maatschappijleer (afgekort NVLM) is een vakvereniging die zich inzet voor de belangen van het vak Maatschappijleer en de docenten die dit vak geven. Het onderhoudt contacten met het Ministerie van Onderwijs, Cultuur en Wetenschap, Cito, Stichting leerplanontwikkeling (SLO), ProDemos, lerarenopleidingen, universiteiten en tal van andere instellingen en personen die betrokken zijn bij het onderwijs en dan specifiek het maatschappijleeronderwijs. 
Ter gelegenheid van het 50-jarig bestaan van de vereniging verscheen in 2020 een jubileummagazine in eigen beheer onder redactie van Ivo Pertijs: Vijfig jaar Maatschappijleer met bijdragen van bekende Nederlanders die eens leraar maatschappijleer waren, zoals Arie Slob, Hans Hillen, Ahmed Marcouch, Andries Knevel en Ed Nijpels.